# Shin Hirayama
Shin Hirayama (平山 信 Hirayama Shin?) (Tokio, 9 de septiembre de 1867 - Suwa, 2 de junio de 1945) fue un astrónomo japonés.

## Biografía
Segundo hijo de un guardia del Shōgun, estudió en la Universidad Imperial de Tokio. Después de haber acabado los cursos de astronomía, fue enviado en 1890 por el gobierno japonés a Europa para continuar sus estudios. Fue primero a Inglaterra y después a Alemania, donde siguió numerosos cursos y seminarios en Berlín y Liepzig. Trabajó en el Observatorio de Potsdam, donde colaboró con Karl Schwarzschild, entonces docente privado de la Universidad de Berlín.
Volvió a Japón en 1895, donde fue nombrado profesor de astronomía en la Universidad Imperial de Tokio. En 1919 se convirtió en Director del Observatorio Astronómico de Tokio, contribuyendo a la realización de otro observatorio más grande en Mitaka. Durante su presidencia de la sección Astronómica de la Junta Nacional Japonesa de Investigación favoreció la cooperación internacional en los estudios astronómicos y participó en diversos congresos de la UAI, incluido el celebrado en Roma en 1922.

## Contribuciones científicas
Estudió las manchas solares, recogiendo datos también de las observaciones de antiguos astrónomos chinos, y publicando, entre otros, un artículo sobre la absorción y la dispersión en la atmósfera solar. Participó en algunas expediciones de estudio sobre eclipses solares. 
Gran parte de la su trabajo de investigación estuvo dedicado al estudio de los tránsitos meridianos mediante el uso de fotografías. Observó los asteroides del cinturón principal (498) Tokio y (727) Nipponia; aunque no habiendo determinado las órbitas, el descubrimiento fue atribuido a otros.

## Eponimia
- El cráter lunar Hirayama lleva este nombre en su memoria, honor compartido con el también astrónomo japonés del mismo apellido Kiyotsugu Hirayama (1874-1943).[2]